# Новосибірський театр опери та балету

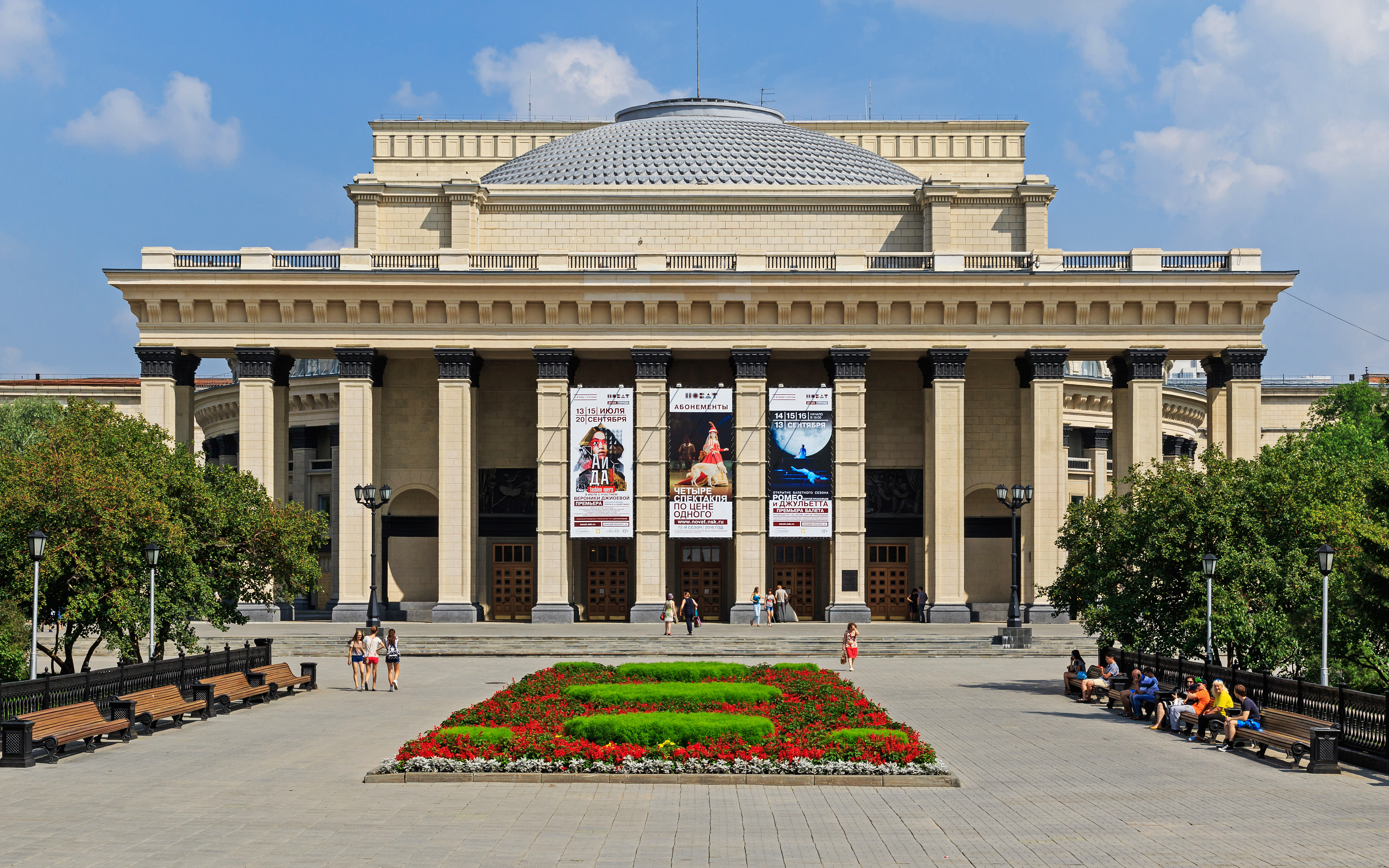
Вид на театр з площі Леніна, 2016

Новосибірський театр опери і балету (Новосибирский государственный академический театр оперы и балета, НГАТОиБ) — найбільший театр Сибіру, має статус Федерального державного закладу культури.
Будівля Новосибірського театру вважається найбільшою театральною спорудою Росії, а після реконструкції 2005 року - найбільш сучасно обладнаним. Великий зал театру розрахований на 1774 місця. Проєктування цієї будівлі було розпочато 1928 року, будівництво - 1931 року. Початково театр замислювався у конструктивістському стилі, проте зі зміною стилістичних орієнтирів у 1933-35 роках проєкт був кардинально перероблений, а будівельники театру в 1937 репресовані. У роки війни недобудоване приміщення театру використовувалося як виробничий майданчик і сховище евакуйованих музейних цінностей. 
Відкриття театру відбулося 12 травня 1945 року оперою М. Глінкі «Іван Сусанін»; серед перших постановок (того ж року) — опера Гулака-Артемовського «Запорожець за Дунаєм». 1963 року театру надано статус академічного. Протягом понад 50 років існування у театрі було здійснено близько 340 оперних і балетних постановок. Театр є багаторазовим призером фестивалю "Золота маска", брав участь у фестивалях в Макао (1996, 1999), в Сантандері (Іспанія, 1995), Бангкоку (Таїланд, 2000, 2004), Синтра (Португалія, 1992, 1993, 1994, 1995, 1996, 1997, 1999) та інших містах світу.
На кону театру співали (як постійні члени трупи) українці Олексій Кривченя, Степан Вах, Анатолій Даньшин, Олексій Левицький, Зінаїда Діденко, а також гастролери з України, наприклад Ярослав Шовковий.